# Marcin Kozak
 Marcin Roman Kozak (ur. 1968) – polski agronom, dr hab. nauk rolniczych, profesor zwyczajny Instytutu Agroekologii i Produkcji Roślinnej Wydziału Przyrodniczego i Technologicznego Uniwersytetu Przyrodniczego we Wrocławiu.

## Życiorys
1 grudnia 1998 obronił pracę doktorską Wpływ przedplonów i nawożenia azotem na rozwój i plonowanie rzepaku, 5 kwietnia 2005 habilitował się na podstawie pracy zatytułowanej Wartość gospodarcza wyki siewnej (Vicia sativa L.) uprawianej na nasiona w siewie czystym i mieszanym. 11 kwietnia 2012 nadano mu tytuł profesora w zakresie nauk rolniczych.
Piastuje funkcję profesora zwyczajnego Instytutu Agroekologii i Produkcji Roślinnej Wydziału Przyrodniczego i Technologicznego Uniwersytetu Przyrodniczego we Wrocławiu.